# Campeonato Mundial de Atletismo de 2009 - 200 m masculino
A prova dos 200 metros masculino do Campeonato Mundial de Atletismo de 2009 foi disputada entre 18 e 19 de agosto no Olympiastadion, em Berlim.

## Recordes
Antes desta competição, os recordes mundiais e do campeonato nesta prova eram os seguintes:
| Tipo                  | Atleta     | Tempo | Local  | Data                 | Ref |
| --------------------- | ---------- | ----- | ------ | -------------------- | --- |
|                       | Usain Bolt | 19,30 | Pequim | 20 de agosto de 2008 | ver |
| Recorde do campeonato | Tyson Gay  | 19,76 | Osaka  | 30 de agosto de 2007 | ver |

## Medalhistas
| Ouro             | Prata               | Bronze                 |
| Usain Bolt (JAM) | Alonso Edward (PAN) | Wallace Spearmon (USA) |

## Resultados

### Eliminatórias

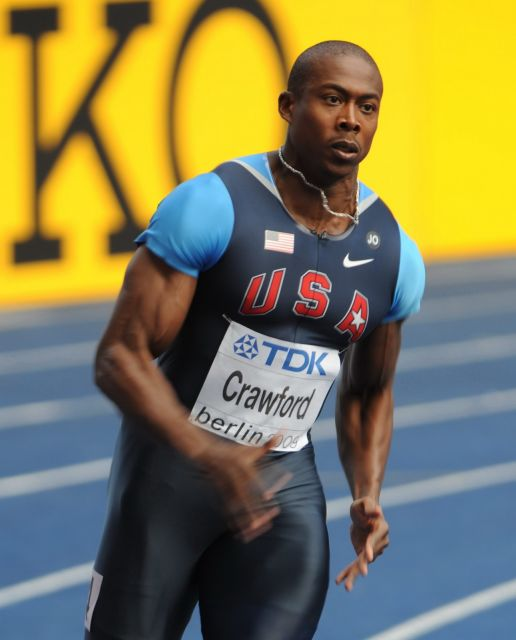
Shawn Crawford, vencedor da primeira bateria e quarto colocado da final.

Estes são os resultados das eliminatórias. Os 66 atletas inscritos foram divididos em nove baterias, se classificando para as quartas de final os três melhores de cada bateria (Q) mais os cinco melhores tempos no geral (q).
| Bateria 1 | Bateria 1               | Bateria 1 | Bateria 1            |
| Pos.      | Atleta                  | Tempo     | Notas                |
| --------- | ----------------------- | --------- | -------------------- |
| 1         | USA Shawn Crawford      | 20.60 (Q) |                      |
| 2         | RUS Roman Smirnov       | 20.85 (Q) |                      |
| 3         | ZIM Brian Dzingai       | 20.97 (Q) |                      |
| 4         | GUY Adam Harris         | 21.28     |                      |
| 5         | TRI Aaron Armstrong     | 21.38     | Recorde da temporada |
| 6         | JOR Khalil Al-Hanahneh  | 21.98     |                      |
|           | GBR Dwain Chambers      | DNS       |                      |
|           | NOR Jaysuma Saidy Ndure | DNS       |                      |

| Bateria 2 | Bateria 2                     | Bateria 2 | Bateria 2            |
| Pos.      | Atleta                        | Tempo     | Notas                |
| --------- | ----------------------------- | --------- | -------------------- |
| 1         | ANT Brendan Christian         | 20.81 (Q) |                      |
| 2         | GER Aleixo-Platini Menga      | 20.84 (Q) |                      |
| 3         | USA Charles Clark             | 20.87 (Q) |                      |
| 4         | CIV Ben Youssef Meité         | 20.93 (q) |                      |
| 5         | UAE Omar Jouma Bilal Al-Salfa | 20.94 (q) |                      |
| 6         | FIJ Niko Verekauta            | 21.43     | Recorde da temporada |
| 7         | EGY Amr Ibrahim Mostafa Seoud | 21.44     |                      |
|           | BUL Desislav Gunev            | DNF       |                      |

| Bateria 3 | Bateria 3                  | Bateria 3 | Bateria 3 |
| Pos.      | Atleta                     | Tempo     | Notas     |
| --------- | -------------------------- | --------- | --------- |
| 1         | JAM Steve Mullings         | 20.62 (Q) |           |
| 2         | IRL Paul Hession           | 20.66 (Q) |           |
| 3         | JPN Kenji Fujimitsu        | 20.69 (Q) |           |
| 4         | FRA David Alerte           | 20.72 (q) |           |
| 5         | MAR Khalid Idrissi Zougari | 21.24     |           |
| 6         | ECU Franklin Nazareno      | 21.84     |           |
|           | ZAM Gerald Phiri           | DNS       |           |

| Bateria 4 | Bateria 4              | Bateria 4 | Bateria 4       |
| Pos.      | Atleta                 | Tempo     | Notas           |
| --------- | ---------------------- | --------- | --------------- |
| 1         | GBR Marlon Devonish    | 20.92 (Q) |                 |
| 2         | AZE Ramil Guliyev      | 21.12 (Q) |                 |
| 3         | EST Marek Niit         | 21.21 (Q) |                 |
| 4         | BAH Nathaniel McKinney | 21.26     |                 |
| 5         | GRN Joel Redhead       | 21.37     |                 |
| 6         | LAT Ronalds Arajs      | 21.38     |                 |
| 7         | SWZ Sibusiso Matsenjwa | 21.93     | Recorde pessoal |
| 8         | BAR Andrew Hinds       | 22.60     |                 |

| Bateria 5 | Bateria 5            | Bateria 5 | Bateria 5 |
| Pos.      | Atleta               | Tempo     | Notas     |
| --------- | -------------------- | --------- | --------- |
| 1         | JAM Usain Bolt       | 20.70 (Q) |           |
| 2         | TRI Rondell Sorrillo | 20.74 (Q) |           |
| 3         | CAN Sam Effah        | 20.80 (Q) |           |
| 4         | BRA Sandro Viana     | 21.18     |           |
| 5         | FRA Eddy De Lepine   | 21.23     |           |
| 6         | JPN Hitoshi Saito    | 21.38     |           |
|           | NGR Obinna Metu      | DNS       |           |

| Bateria 6 | Bateria 6                | Bateria 6 | Bateria 6 |
| Pos.      | Atleta                   | Tempo     | Notas     |
| --------- | ------------------------ | --------- | --------- |
| 1         | PAN Alonso Edward        | 20.71 (Q) |           |
| 2         | SUI Marc Schneeberger    | 20.76 (Q) |           |
| 3         | TRI Emmanuel Callander   | 20.81 (Q) |           |
| 4         | UKR Ihor Bodrov          | 21.00     |           |
| 5         | KSA Hamed Hamdan AlBishi | 21.00     |           |
| 6         | BAR Ramon Gittens        | 21.33     |           |
| 7         | KAZ Vyacheslav Muravyev  | 21.48     |           |

| Bateria 7 | Bateria 7                 | Bateria 7 | Bateria 7 |
| Pos.      | Atleta                    | Tempo     | Notas     |
| --------- | ------------------------- | --------- | --------- |
| 1         | FRA Martial Mbandjock     | 20.65 (Q) |           |
| 2         | SUI Marco Cribari         | 20.80 (Q) |           |
| 3         | HON Rolando Palacios      | 20.83 (Q) |           |
| 4         | SKN Kim Collins           | 20.83 (q) |           |
| 5         | GER Alexander Kosenkow    | 20.99     |           |
| 6         | ESP Ángel David Rodríguez | 21.37     |           |
|           | USA Tyson Gay             | DNS       |           |

| Bateria 8 | Bateria 8             | Bateria 8 | Bateria 8            |
| Pos.      | Atleta                | Tempo     | Notas                |
| --------- | --------------------- | --------- | -------------------- |
| 1         | CAN Jared Connaughton | 20.82 (Q) |                      |
| 2         | JPN Shinji Takahira   | 20.86 (Q) |                      |
| 3         | MRI Stéphane Buckland | 21.00 (Q) |                      |
| 4         | NED Patrick van Luijk | 21.05     |                      |
| 5         | BOT Fanuel Kenosi     | 21.75     | Recorde da temporada |
| 6         | MLT Nikolai Portelli  | 22.11     |                      |
| 7         | ZIM Gabriel Mvumvure  | 22.67     |                      |
|           | POR Arnaldo Abrantes  | DNS       |                      |

| Bateria 9 | Bateria 9            | Bateria 9 | Bateria 9 |
| Pos.      | Atleta               | Tempo     | Notas     |
| --------- | -------------------- | --------- | --------- |
| 1         | GER Robert Hering    | 20.64 (Q) |           |
| 2         | USA Wallace Spearmon | 20.66 (Q) |           |
| 3         | CAN Gavin Smellie    | 20.71 (Q) |           |
| 4         | RSA Thuso Mpuang     | 20.91 (q) |           |
| 5         | JAM Ramone McKenzie  | 20.97     |           |
| 6         | GHA Seth Amoo        | 21.04     |           |
|           | AHO Churandy Martina | DNS       |           |

### Quartas-de-final
Estes são os resultados das quartas-de-final. Os 32 atletas classificados foram divididos em quatro baterias, se classificando para as semifinais os 3 melhores de cada bateria (Q) mais os quatro melhores tempos no geral (q).
| Bateria 1 | Bateria 1             | Bateria 1 | Bateria 1            |
| Pos.      | Atleta                | Tempo     | Notas                |
| --------- | --------------------- | --------- | -------------------- |
| 1         | JAM Usain Bolt        | 20.41 (Q) |                      |
| 2         | FRA David Alerte      | 20.51 (Q) | Recorde da temporada |
| 3         | FRA Martial Mbandjock | 20.55 (Q) | Recorde pessoal      |
| 4         | USA Charles Clark     | 20.55 (q) |                      |
| 5         | TRI Rondell Sorrillo  | 20.58 (q) |                      |
| 6         | SKN Kim Collins       | 20.84     |                      |
| 7         | SUI Marc Schneeberger | 20.91     |                      |
| 8         | CAN Gavin Smellie     | 21.27     |                      |

| Bateria 2 | Bateria 2                     | Bateria 2 | Bateria 2            |
| Pos.      | Atleta                        | Tempo     | Notas                |
| --------- | ----------------------------- | --------- | -------------------- |
| 1         | USA Shawn Crawford            | 20.37 (Q) | 0.166                |
| 2         | GBR Marlon Devonish           | 20.66 (Q) | 0.154                |
| 3         | HON Rolando Palacios          | 20.69 (Q) | Recorde da temporada |
| 4         | JPN Shinji Takahira           | 20.69     |                      |
| 5         | RUS Roman Smirnov             | 20.72     | Recorde da temporada |
| 6         | UAE Omar Jouma Bilal Al-Salfa | 20.97     |                      |
|           | CAN Jared Connaughton         | DSQ       |                      |
|           | ZIM Brian Dzingai             | DNF       |                      |

| Bateria 3 | Bateria 3                | Bateria 3 | Bateria 3 |
| Pos.      | Atleta                   | Tempo     | Notas     |
| --------- | ------------------------ | --------- | --------- |
| 1         | JAM Steve Mullings       | 20.23 (Q) |           |
| 2         | AZE Ramil Guliyev        | 20.40 (Q) |           |
| 3         | IRL Paul Hession         | 20.48 (Q) |           |
| 4         | ANT Brendan Christian    | 20.58 (q) |           |
| 5         | TRI Emmanuel Callander   | 20.62 (q) |           |
| 6         | GER Aleixo-Platini Menga | 20.68     |           |
| 7         | CIV Ben Youssef Meité    | 20.78     |           |
| 8         | MRI Stéphane Buckland    | 21.33     |           |

| Bateria 4 | Bateria 4            | Bateria 4 | Bateria 4 |
| Pos.      | Atleta               | Tempo     | Notas     |
| --------- | -------------------- | --------- | --------- |
| 1         | PAN Alonso Edward    | 20.33 (Q) |           |
| 2         | USA Wallace Spearmon | 20.44 (Q) |           |
| 3         | GER Robert Hering    | 20.58 (Q) |           |
| 4         | SUI Marco Cribari    | 20.81     |           |
| 5         | RSA Thuso Mpuang     | 20.87     |           |
| 6         | JPN Kenji Fujimitsu  | 20.97     |           |
| 7         | CAN Sam Effah        | 20.97     |           |
|           | EST Marek Niit       | DNS       |           |

### Semifinais
Estes são os resultados das semifinais. Os 16 atletas classificados foram divididos em duas baterias, se classificando para a final os quatro melhores de cada bateria (Q).
| Semifinal 1 | Semifinal 1           | Semifinal 1 | Semifinal 1          |
| Pos.        | Atleta                | Tempo       | Notas                |
| ----------- | --------------------- | ----------- | -------------------- |
| 1           | JAM Usain Bolt        | 20.08 (Q)   |                      |
| 2           | PAN Alonso Edward     | 20.22 (Q)   |                      |
| 3           | USA Shawn Crawford    | 20.35 (Q)   |                      |
| 4           | FRA David Alerte      | 20.45 (Q)   | Recorde da temporada |
| 5           | GER Robert Hering     | 20.52       |                      |
| 6           | TRI Rondell Sorrillo  | 20.63       |                      |
| 7           | HON Rolando Palacios  | 20.67       | Recorde da temporada |
| 8           | ANT Brendan Christian | 20.79       |                      |

| Semifinal 2 | Semifinal 2            | Semifinal 2 | Semifinal 2          |
| Pos.        | Atleta                 | Tempo       | Notas                |
| ----------- | ---------------------- | ----------- | -------------------- |
| 1           | USA Wallace Spearmon   | 20.14 (Q)   |                      |
| 2           | JAM Steve Mullings     | 20.26 (Q)   |                      |
| 3           | USA Charles Clark      | 20.27 (Q)   | Recorde da temporada |
| 4           | AZE Ramil Guliyev      | 20.28 (Q)   |                      |
| 5           | FRA Martial Mbandjock  | 20.43       | Recorde pessoal      |
| 6           | IRL Paul Hession       | 20.48       |                      |
| 7           | GBR Marlon Devonish    | 20.62       |                      |
| 8           | TRI Emmanuel Callander | 20.70       |                      |

### Final

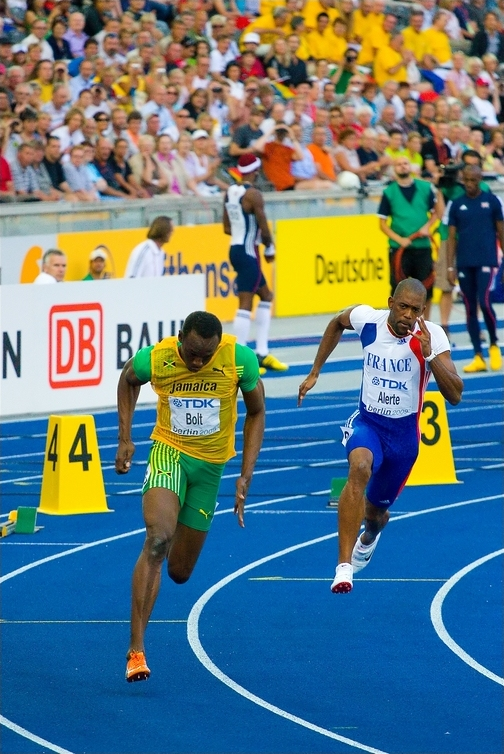
Usain Bolt (esquerda), vencedor da prova e recordista mundial.

Estes são os resultados da final:
| Pos.              | Atleta               | Tempo | Notas                 |
| ----------------- | -------------------- | ----- | --------------------- |
| Medalha de ouro   | JAM Usain Bolt       | 19.19 | Recorde mundial       |
| Medalha de prata  | PAN Alonso Edward    | 19.81 | Recorde sul-americano |
| Medalha de bronze | USA Wallace Spearmon | 19.85 | Recorde da temporada  |
| 4                 | USA Shawn Crawford   | 19.89 | Recorde da temporada  |
| 5                 | JAM Steve Mullings   | 19.98 | Recorde pessoal       |
| 6                 | USA Charles Clark    | 20.39 |                       |
| 7                 | AZE Ramil Guliyev    | 20.61 |                       |
| 8                 | FRA David Alerte     | 20.68 |                       |

## Novos recordes
| Tipo                  | Atleta     | Tempo | Local  | Data                 | Ref |
| --------------------- | ---------- | ----- | ------ | -------------------- | --- |
|                       | Usain Bolt | 19,19 | Berlim | 20 de agosto de 2009 | ver |
| Recorde do campeonato | Usain Bolt | 19,19 | Berlim | 20 de agosto de 2009 | ver |

Legenda
| Recorde mundial       | Recorde mundial (World record)               |                       | Recorde africano                      | Recorde africano (African) |                                           | Q | Classificado por posição (Qualified) |
| Recorde do campeonato | Recorde do campeonato (Championship record)  | Recorde da América    | Recorde da América (Americas)         | q                          | Classificado por melhor tempo (Qualified) |   |                                      |
| Melhor marca do ano   | Melhor marca do ano (World leading)          | Recorde asiático      | Recorde asiático (Asian)              | DNS                        | Não largou (Did not start)                |   |                                      |
| Recorde nacional      | Recorde nacional (National record)           | Recorde europeu       | Recorde europeu (European)            | DNF                        | Não terminou (Did not finish)             |   |                                      |
| Recorde pessoal       | Recorde pessoal do atleta (Personal best)    | Recorde da Oceania    | Recorde da Oceania (Oceania)          | DSQ / DQ                   | Desclassificado (Disqualified)            |   |                                      |
| Recorde da temporada  | Recorde da temporada do atleta (Season best) | Recorde sul-americano | Recorde sul-americano (South America) | NM                         | Sem marca (No mark)                       |   |                                      |